# Marek-betegség
A Marek-betegség (tudományos nevén neuroencephalomyelitis enzootica gallinarum vagy neurolimphomatosis gallinarum) a házi tyúk, ritkábban a pulyka és a fácán vírusos eredetű idegrendszeri, gyakorta daganatos megbetegedése. A herpeszvírusok csoportjába tartozó vírust főként felnőtt állatok, esetleg naposcsibék terjesztik, s tolltüszőikről levált hámsejtek, nyál, orrváladék vagy bélsár útján fertőzik meg a fiatal állatokat. A vírus az emésztőrendszeren vagy a légutakon jut be a megfertőzött állat szervezetébe, s a vírus virulenciájától és patogenitásától függ, hogy a kórlefolyás idegrendszeri bántalmak vagy daganatos megbetegedések kialakulásához vezet. Az idült idegrendszeri Marek-betegség szindrómái a farok-, szárny- vagy lábbénulás, s gyakran elhúzódó járványként jelentkezik, akár a növendék- vagy felnőttpopulációt is érintve. A heveny lefolyású daganatos Marek-betegség az állat rendkívül fiatal, hat-nyolc hetes korában jelentkezik, és a megfertőzött állatok 30-50%-ának elhullásához vezet.
A Marek-betegség nem gyógyítható, így különösen jelentős a megelőzés, amelynek legbiztosabb formája a vírusrezisztens fajták kitenyésztése, esetleg a védőoltással való védekezés.
Marek József magyar állatorvos ismerte fel és írta le a betegség kórélettani hátterét 1907-ben. Eleinte világszerte Marek-féle tyúkbénulás vagy csirkebénulás néven emlegették, napjainkban egyszerűen Marek-betegség néven ismerik a világ állatorvosai.

## Tünetei
- sápadtsag
- gubbasztás
- letargia
- bénult szárnyak vagy lábak
- járásképtelenség